# Ralph Carney
Ralph Carney (Akron, 23 gennaio 1956 – Portland, 17 dicembre 2017) è stato un musicista e compositore statunitense.
Sassofonista di Tom Waits e zio di Patrick Carney, con cui ha composto il tema iniziale di BoJack Horseman.